# Matthews Arena
Matthews Arena v Bostonu je nejstarší hokejovou arénou na světě a nejstarší stále používanou multifunkční arénou na světě. Aréna byla otevřena v roce 1910 na místě, kde dnes stojí východní část koleje Northeastern University, které nyní aréna patří. Aréna byla také původním domovem hokejových Boston Bruins a New England Whalers, kteří jsou nyní známi jako Carolina Hurricanes. Dále byla náhradním domovem pro basketballové Boston Celtics.

## Historie
Budova byla dříve známa jako Boston Arena, to až do roku 1982, kdy absolvent Northeastern University dotoval její rekonstrukci. Aréna byla také známa jako Northeastern Arena. V Matthews Areně začínaly univerzitní hokejové týmy Boston College, Boston University, Harvard University, Massachusettský institut technologie, Northeastern University, Tufts University a Wentworthův institut technologie. Boston University se v roce 1971 přestěhovala do nově postavené Walter Brown Areny.
V aréně měli důležité volební kampaně všichni prezidenti od Theodora Roosevelta po Johna Fitzgeralda Kennedyho. Nějaký čas byl také hlavní události arény box. Mezi nejvýznamnější koncerty patří Chuck Berry a The Doors.
V roce 1960 zde probíhala část Frozen Four, turnaje univerzit Východní americké konference v NCAA. Aréna byla dále původní domovem pro každoroční turnaj Beanpot, kde se setkávají čtyři hlavní bostonské univerzity.

## Současné využití
Matthews Arena je domovem pro ženský i mužský hokejový tým a mužský basketballový tým Northeastern Huskies a mužský hokejový tým Wentworthova institutu technologie. Dále hostí mnoho hokejových programů různých bostonských středních škol.

## Renovace v roce 2009
Přes léto 2009 probíhala v aréně velká renovace. Hlavním cílem byly nové sedačky a nová kostka nad ledem. Vstupní část haly byla také rekonstruována, přibyly nové stánky a výtahy. Dále byly zvětšeny šatny. Celá rekonstrukce se odhaduje na 12 milionů amerických dolarů.